# Цитодитоз
Цитодито́з, или цитояейхоз (лат. cytoditosis) — акариаз птиц, вызываемый клещом Cytodites nudus, паразитирующим в воздушных мешках и лёгких. Заболеванию подвержены преимущественно одомашненные курообразные, хотя известны случаи заражения рябчиков и канареек. Также описан случай паразитирования в брюшине человека.

## Этиология
Возбудитель болезни — клещ Cytodites nudus округлой формы, белого цвета. Размеры самки не превышают 0,6 x 0,4 мм, самца 0,45 x 0,35 мм. Тело выпуклое; кутикула является гладкой, нет волосков и исчерченности. Хоботок грызущего типа. У самок ноги оканчиваются присосками, а у самцов щетинками.

## Цитодитоз птиц
Болезнь встречается в некоторых странах Европы, Северной Америки, ряде регионов бывшего СССР и.т.д. Источник возбудителя инвазии — заражённые птицы.
В основном поражаются птицы семейства куриных, а также канарейки, зяблики, голуби.
Клещи паразитируют на мембранах воздушных мешков, стенках бронхов, на серозных оболочках органов брюшной полости и в полостях костей. Вне тела хозяина паразиты сохраняют жизнеспособность от 2 до 7 суток. Вспышки заболевания чаще встречается летом и ранней осенью. Инкубационный период в среднем составляет 2 месяца. Клещи наиболее активны в ночное время. Лечение заболевания пока не разработано.

## Симптомы
Возникает ларинготрахеит, проявляется затруднённое дыхание, вытягивание шеи. По мере размножения возбудителя в организме птица становится менее подвижной, снижается аппетит и яйценоскость. Наблюдается постепенное побледнение гребня и серёжек, взъерошенность перьев. Температура тела повышается на 1 — 2 °С. К 30-му дню болезни начинается эпизоотия птиц.
Возможно развитие гранулёматозной пневмонии.
При вскрытии птицы в местах обитания паразитов обнаруживают белые округлые узелки диаметром 1 — 2 мм. В просвете трахеи и бронхов — скопление серозно-слизистого экссудата.